# Чины и люди
«Чины и люди» — немой киноальманах режиссёра Якова Протазанова. Фильм снят в 1929 году по мотивам трёх рассказов Антона Чехова — «Анна на шее», «Смерть чиновника», «Хамелеон» — и приурочен к 25-летию со дня смерти писателя.

## История фильма
Протазанов, по словам киноведа Николая Лебедева, с почтением относился к творчеству Чехова. В канун 25-летия со дня смерти Антона Павловича руководство студии «Межрабпомфильм» предложило режиссёру экранизировать несколько рассказов писателя; право выбора произведений предоставлялось постановщику. Короткометражные новеллы, включённые им в киноальманах, были объединены темой российского чинопочитания, готовности повиноваться начальству и признавать любое лицо, облечённое властью, за высший авторитет. Общие мотивы, присутствующие в трёх разных историях, дали название картине — «Чины и люди». В качестве эпиграфа создатели ленты использовали фразу из записных книжек Чехова: «Россия — страна казённая».
При работе над сценарием Яков Протазанов и Олег Леонидов учитывали, что авторскую интонацию, художественные детали и реплики чеховских персонажей невозможно перенести на плёнку с помощью технологий немого кино:

Поэтому в некоторых местах им пришлось внести изменения в ткань рассказов: часть диалогов была заменена действием; подвергалась трансформации жанровая природа «Смерти чиновника» (из юмористической новеллы превратившейся в трагикомический гротеск); перемещены акценты в сюжете «Анна на шее». Но были сохранены внутренняя правда Чехова и основные образы-характеры экранизируемых рассказов.

## Содержание
Первая новелла альманаха — «Анна на шее» — это история Анны Петровны (Мария Стрелкова), ставшей в юном возрасте женой немолодого почтенного чиновника Модеста Алексеевича (Михаил Тарханов). Выходя замуж, героиня надеется, что сможет финансово поддерживать отца и братьев, однако скоро узнаёт, что её добродетельный супруг не желает помогать спившемуся родственнику и его сыновьям. Жизнь в доме мужа кажется Анне унылой и однообразной. Ситуация меняется после благотворительного бала, на котором жена Модеста Алексеевича производит фурор. Анна с готовностью принимает ухаживания и губернатора, и богатого помещика Артынова. В финале новеллы молодая женщина проезжает с поклонником в экипаже мимо отцовского дома, не замечая, что оттуда вывозят мебель.
Вторая часть альманаха — «Смерть чиновника» — представляет собой эпизод из жизни экзекутора Червякова (Иван Москвин), который, чихнув во время театрального представления, обрызгал сидящего впереди генерала Брызгалова (Владимир Ершов). Извинившись перед «пострадавшим» сначала во время спектакля, а потом и в антракте, Червяков всю ночь переживает из-за случившегося конфуза. С утра он отправляется к Брызгалову в приёмную, чтобы снова попросить прощения. Слова генерала «Какие пустяки… Я уже забыл» (отдельные реплики персонажей воспроизведены в титрах) не уменьшают страданий чиновника. После очередной попытки объяснить непредумышленность своего поступка Червяков слышит: «Пошёл вон!». Вернувшись домой, он ложится на диван и умирает.
Действие третьей новеллы («Хамелеон») происходит летом на базарной площади. Выпив водки, мастеровой Хрюкин (Владимир Попов) пытается поиграть с маленькой собачкой. Игра завершается укусом. Шум, поднятый потерпевшим, заставляют прогуливающихся по площади полицейского надзирателя Очумелова и городового Елдырина приступить к поискам хозяина собачки. Отношение к ней — от гнева до умиления — меняется в зависимости от звучащих в толпе предположений о возможном владельце. После сообщения о том, что собачка принадлежит брату генерала Жигалова, Очумелов назначает виновным мастерового.

## Художественные особенности
В трёх новеллах, входящих в альманах, собран, по мнению киноведа Сергея Лаврентьева, каталог основных режиссёрских методов, используемых при кинематографической интерпретации литературных произведений. Так, в «Анне на шее» применяются хрестоматийные приёмы немого кино, при которых образ героини создаётся за счёт сосредоточенности на деталях, а система взаимоотношений персонажей раскрывается с помощью повторяемых подробностей (тапочки, постоянно надеваемые мужем; вечная отрешённость во взгляде Анны Петровны во время бесед с Модестом Алексеевичем). Историк кино Нея Зоркая, анализируя творчество Протазанова, отмечала, что в первой новелле фильма одним из выразительных средств является «монтажная серия одиноких фигур»: камера выхватывает из толпы людей то погружённую в себя невесту во время венчания, то её растерянных братьев, то отца, держащего рюмку водки.

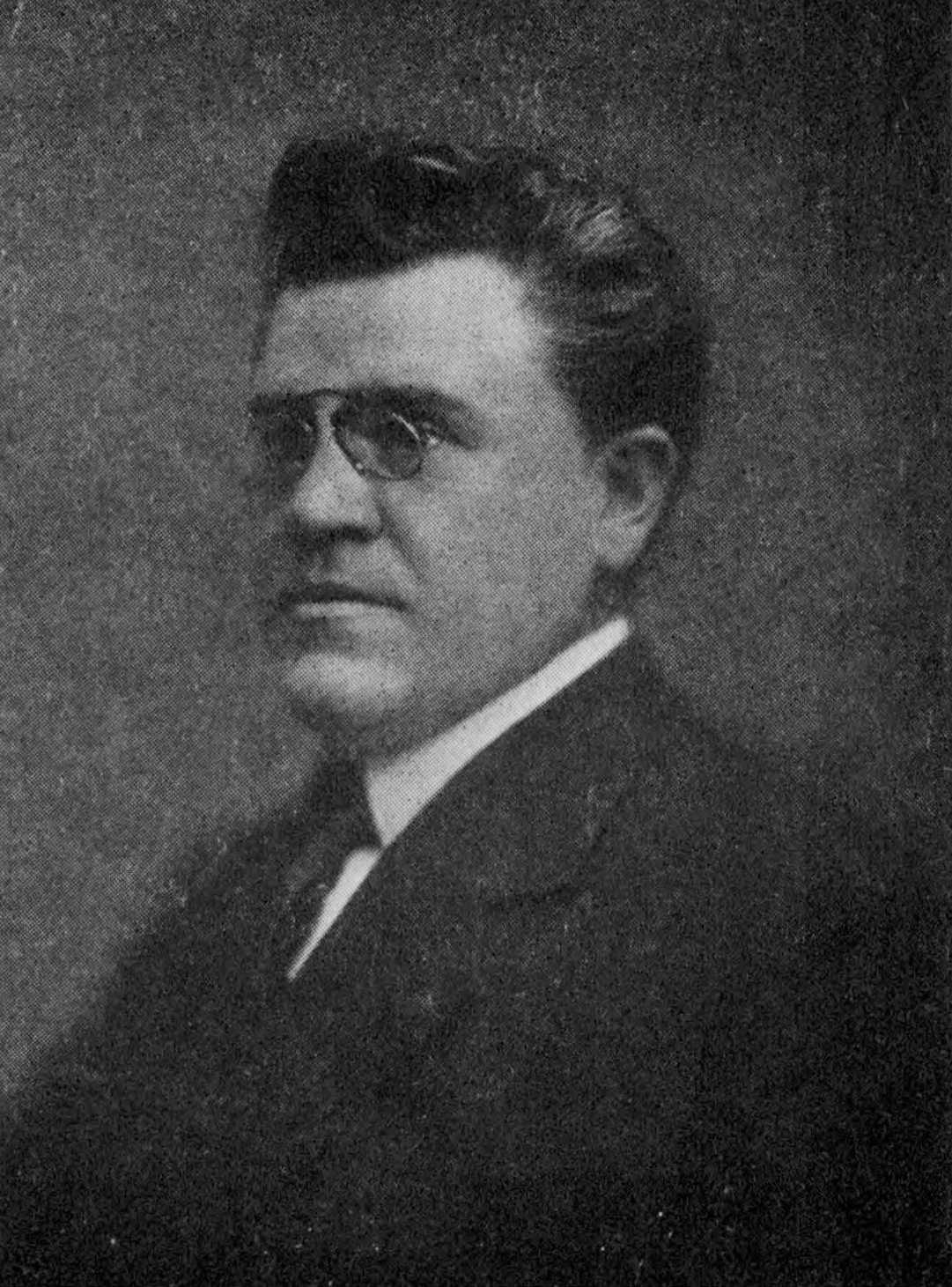
Иван Москвин исполнил в фильме две роли — Червякова и Очумелова

В новелле «Смерть чиновника», бо́льшая часть которой снята в реалистических традициях, режиссёр в финале неожиданно использует элементы фантасмагории — они обнаруживаются в эпизоде, когда возвышающийся над гигантским столом генерал смотрит сверху вниз на маленького съёжившегося чиновника; Брызгалов в этот момент напоминает исполина, Червяков (в воображении которого и создаётся это виде́ние) — «букашку».
В «Хамелеоне» киновед Сергей Лаврентьев, напротив, выделяет зачин истории: изображение изнывающего от зноя провинциального городка с сонными обитателями и медленным, текучим движением жизни во многом объясняет поведение мастерового Хрюкина, выбравшего в качестве объекта для развлечений маленькую собачку. Зато сцены с поисками хозяина и поминутной сменой настроения у надзирателя Очумелова не столько кинематографичны, сколько театральны:

Зритель понемногу погружается в состояние, сходное с тем, в котором пребывают одуревшие от жары жители городка, и приходишь к мысли, что для буквалистской экранизации (сиречь иллюстрации) необходим, как минимум, звук. Ведь нужно же произносить великие тексты — какая же без этого иллюстрация!

## В ролях

### Анна на шее
| Актёр             | Роль                     |
| ----------------- | ------------------------ |
| Мария Стрелкова   | Анна Петровна            |
| Виктор Станицын   | Артынов                  |
| Михаил Тарханов   | Модест Алексеевич        |
| Николай Щербаков  | Пётр Леонтьевич          |
| Андрей Петровский | губернатор               |
| Елена Максимова   | горничная                |
| Даниил Введенский | проводник (нет в титрах) |

### Смерть чиновника
| Актёр          | Роль                     |
| -------------- | ------------------------ |
| Иван Москвин   | Иван Дмитриевич Червяков |
| Владимир Ершов | Брызгалов                |

### Хамелеон
| Актёр             | Роль                           |
| ----------------- | ------------------------------ |
| Иван Москвин      | Очумелов                       |
| Владимир Попов    | Хрюкин                         |
| Даниил Введенский | городовой                      |
| Елена Ануфриева   | любопытная баба (нет в титрах) |